# Johnny Rotten
John Joseph Lydon (* 31. ledna 1956), známý pod dřívější přezdívkou Johnny Rotten, je bývalým zpěvákem kapel Sex Pistols a Public Image Ltd. (PiL). Díky svému členství v Sex Pistols se stal ikonou punku a vzorem pro rebelující mládež. Přezdívku „Rotten“ získal díky stavu svých zubů (rotten = zkažený).

## Dětství
John Joseph Lydon se narodil 31. ledna 1956 v Londýně. Jeho rodiče Eileen Mary (rozená Barry) a John Christopher Lydon (zemřel v roce 2008)  byli dělničtí přistěhovalci z Irska, kteří se nastěhovali do dvoupokojového viktoriánského bytu na Benwell Road v severolondýnské čtvrti Holloway.    Byt sousedil se stadionem Highbury, bývalým sídlem fotbalového klubu Premier League Arsenal F.C., jehož byl Lydon od svých čtyř let vášnivým fanouškem.   V té době byla tato oblast převážně chudá, s vysokou mírou kriminality a obyvatelstvem tvořeným převážně irskými a jamajskými dělníky. Lydon trávil letní prázdniny v matčině rodném hrabství Cork, kde trpěl nadávkami kvůli anglickému přízvuku, což jsou podle něj předsudky, kterým čelí dodnes, přestože cestuje s irským pasem. Ve své autobiografii Rotten – No Irish, No Blacks, No Dogs Lydon píše o chování londýňanů: "Londýňané neměli jinou možnost, než Iry přijmout, protože nás bylo tolik a my do davu zapadáme lépe než Jamajčané. Když jsem byl velmi mladý a chodil do školy, vzpomínám si, jak po mně angličtí rodiče házeli cihly... Byli jsme irská spodina. Ale být spodinou je taky legrace."
Lydon je nejstarší ze čtyř bratrů, a často se o ně musel starat kvůli matčiným pravidelným nemocem. V dětství si často hrál s kamarády v zavřených továrnách. Patřil také k místnímu gangu dětí ze sousedství a často se dostával do rvaček s jinými skupinami, na což později vzpomínal s láskou: "Veselá fiaska, vůbec ne jako dneska s noži a pistolemi. Nebyla tam ta podlost. Spíš se křičelo, řvalo, házely se kameny a s chichotáním se utíkalo pryč. Možná byla realita zabarvená mým mládím." Sám sebe popisuje jako "velmi plachého" a "velmi uzavřeného" kluka, který byl "nervózní jako čert", a nerad chodil do školy, kde za trest dostával výprask a kde "zažil několik trapných příhod ...". Podělal jsem se a bál jsem se požádat učitele, aby odešel ze třídy. Celý den jsem tam seděl v kalhotách plných hovínek".
V sedmi letech se Lydon nakazil spinální meningitidou a strávil rok v nemocnici svaté Anny v londýnském Haringey. Po celou dobu trpěl halucinacemi, nevolností, bolestmi hlavy, obdobími kómatu a těžkou ztrátou paměti, která trvala čtyři roky, zatímco léčba prováděná zdravotními sestrami zahrnovala odsávání tekutiny z páteře chirurgickou jehlou, což mu zanechalo trvalé zakřivení páteře.  Meningitida byla příčinou toho, co později popsal jako "Lydonův pohled"; tato zkušenost byla "prvním krokem, který mě přivedl na cestu k Rottenovi".
Protože jeho otec byl často pryč, pracoval na stavbách nebo na ropných plošinách, Lydon získal v deseti letech první zaměstnání jako poslíček minibusů, což vydržel rok, když se rodina dostala do finančních potíží. Na střední škole St. Williama z Yorku, římskokatolickou školu v Islingtonu, kde byl zpočátku šikanován, ale ve čtrnácti nebo patnácti letech "vybočil z řady" a začal bojovat proti tomu, co považoval za utlačovatelskou povahu učitelů školy, kteří podle něj podněcovali a podporovali děti, aby byly všechny stejné a byly "proti každému, kdo nezapadá do formy". Po dokončení maturity se ve škole dostal do sporu se svým otcem, kterému se nelíbily Lydonovy dlouhé vlasy, a tak se dohodl, že si je nechá ostříhat, a teenager Lydon si je sice nechal ostříhat, ale v rámci své rebelie si je nechal obarvil na jasně zeleno. Lydon  v tomto věku také poslouchal rockové kapely jako Hawkwind, Captain Beefheart, Alice Cooper a Stooges - kapely, které měla ráda i jeho matka, což ho poněkud uvádělo do rozpaků - a také mainstreamovější skupiny jako David Bowie, T. Rex a Gary Glitter.
V patnácti letech byl Lydon po potyčce s učitelem vyhozen ze školy a poté navštěvoval Hackney College, kde se spřátelil s Johnem Simonem Ritchiem, a poté začal studovat na Kingsway College. Lydon dal Ritchiemu přezdívku "Sid Vicious", podle domácího křečka svých rodičů. Lydon a Vicious začali squatovat v domě ve čtvrti Hampstead se skupinou stárnoucích hippies a přestali se obtěžovat chodit na vysokou školu, která byla často daleko od místa jejich bydliště.  Mezitím začal v létě pracovat na stavbách, kde mu pomáhal jeho otec. Přátelé mu doporučili práci v dětském herním centru ve Finsbury Parku, kde učil některé starší děti práci se dřevem, ale byl propuštěn, když si rodiče stěžovali, že jejich děti učí někdo "divný" se světle zelenými vlasy. Lydon a jeho přátelé, mezi něž patřili Vicious, John Gray, Jah Wobble, Dave Crowe a Tony Purcell, začali navštěvovat mnoho londýnských klubů, například Lacy Lady v Seven Kings, a navštěvovali jak reggae, tak gay kluby, přičemž v těch druhých se jim líbilo, protože "tam jsi mohl být sám sebou, nikdo tě neotravoval". Vicious Lydona v této fázi jeho života popsal jako "nejodpornějšího podivína, jakého jsem kdy potkal" Později opustil Anglii a přestěhoval se do Ameriky, protože "Z Anglie se stal takový policejní stát. Jako v roce 1984. Je to velmi ponuré."

## Kariéra

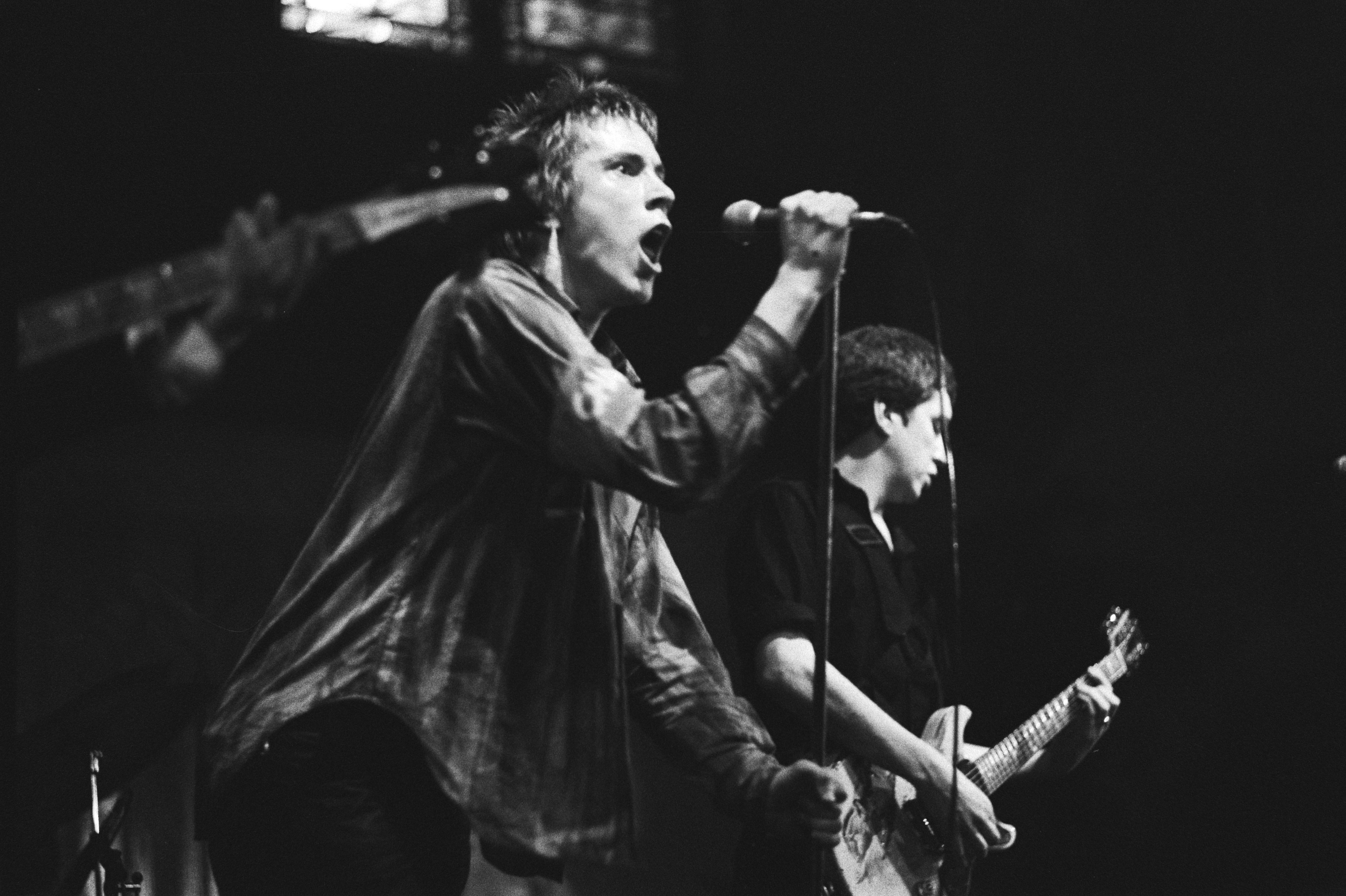
Johny Rotten v klubu Paradiso v Amsterdamu 6. ledna 1977

V roce 1975 patřil Lydon ke skupině mladých lidí, kteří se pravidelně potloukali kolem obchodu SEX s fetišistickým oblečením Malcolma McLarena a Vivienne Westwoodové. A právě McLaren, který se vrátil z USA a pracoval na propagaci nové kapely Sex Pistol ve složení (Steve Jones, Glen Matlock a Paul Cook) si Lydona všiml, když zpíval píseň Alice Coopera "I'm Eighteen" a na sobě měl upravené tričko skupiny Pink Floyd (s vyškrábanýma očima členů kapely a nápisem I Hate načmáraným fixem nad logem kapely). Byl nakonec vybrán jako frontman kapely.  V roce 1977 skupina vydala píseň "God Save the Queen" v týdnu stříbrného jubilea královny Alžběty II.
Matlock i díky neshodám odešel z kapely. A Lydon jako náhradu za něj doporučil svého kamaráda ze školy Johna Simona Ritchieho, který používal umělecké jméno Sid Vicious. Ačkoli byl Ritchie neschopný baskytarista, McLaren souhlasil, že má vzhled, který kapela chtěla: bledý, vyzáblý, s vlasy jako hroty, roztrhaným oblečením a věčným úšklebkem. V roce 1977 vydali Sex Pistols své jediné a velmi vlivné studiové album Never Mind the Bollocks, Here's the Sex Pistols. Viciousův chaotický vztah s přítelkyní Nancy Spungenovou a jeho zhoršující se závislost na heroinu způsobovaly mezi členy kapely velké třenice, zejména s Lydonem, jehož sarkastické poznámky situaci často ještě zhoršovaly. Brzy na to se kapela Sex Pistols rozpadla.
V roce 1978 Lydon založil postpunkovou skupinu Public Image Ltd (PiL). 
V roce 1983 si Lydon zahrál společně s Harvey Keitelem ve filmu Copkiller, který byl u nás uveden pod názvem Příkaz k smrti. 
V roce 1984 Lydon spolupracoval se skupinou Time Zone na jejich singlu "World Destruction". 
V roce 1993 vyšla Lydonova první autobiografie "Rotten: Lydon: No Irish, No Blacks, No Dogs".
Ačkoli Lydon dlouhá léta popíral, že by Sex Pistols ještě někdy společně vystupovali, skupina se v 90. letech znovu dala dohromady (Matlock se vrátil na baskytaru) a příležitostně vystupuje i nadále. V roce 2002, v roce zlatého jubilea královny Alžběty II, se Sex Pistols znovu reformovali a vystoupili v londýnském Národním sportovním centru Crystal Palace. V roce 2003 se vydali na třítýdenní turné "Piss Off Tour" po Severní Americe. Další vystoupení se konala v Evropě v letech 2007 až 2008.
V roce 2006 byli Sex Pistols uvedeni do Rock and Rollové síně slávy, ale kapela se odmítla zúčastnit slavnostního ceremoniálu nebo uznat uvedení do síně slávy, protože si stěžovala, že za účast byla požadována vysoká částka.  V září 2009 bylo oznámeno, že se PiL zreformují, včetně dřívějších členů.
V srpnu 2010 Lydon navzdory protestům vystoupil s Public Image Ltd. v izraelském Tel Avivu. Lydon byl kritizován. V roce 2017 byla vydána kompilace Lydonových textů nazvaná "Mr. Rotten's Songbook".  V roce 2021 se Lydon zúčastnil šesté sezóny pořadu The Masked Singer. 
V roce 2023 Lydon spolu s PiL přihlásil píseň do soutěže o reprezentaci Irska v každoroční soutěži Eurovision Song Contest. Píseň se jmenuje "Hawaii" a je to milostná píseň věnovaná jeho manželce. Kapele se nepodařilo postoupit přes kvalifikační kola soutěže a umístila se na celkovém 4. místě ze 6 účastníků.